# Эрвити, Иманоль
Иманоль Эрвити Ольо (исп. Imanol Erviti Ollo; род. 15 ноября 1983, Памплона, автономная область Наварра, Испания) — испанский профессиональный шоссейный велогонщик, выступающий за команду Movistar Team.

## Достижения
2004
1-й Этап 6 Вуэльта Наварры
2007
1-й Этап 1 (ТТТ) Вуэльта Каталонии
1-й Этап 1 (ТТТ) Тур Средиземноморья
2008
1-й Этап 18 Вуэльта Испании
2009
9-й Тур Средиземноморья
1-й Этап 2 (ТТТ)
2010
1-й Этап 10 Вуэльта Испании
2011
1-й Вуэльта Риохи
2014
1-й Этап 1 (ТТТ) Вуэльта Испании
2016
7-й Туре Фландрии
9-й Париж — Рубе
2017
5-й Чемпионате Испании в индивидуальной гонке

## Статистика выступлений
| Гонка   | 2006 | 2007 | 2008 | 2009 | 2010 | 2011 | 2012 | 2013 | 2014 | 2015 | 2016 | 2017 | 2018 |
| ------- | ---- | ---- | ---- | ---- | ---- | ---- | ---- | ---- | ---- | ---- | ---- | ---- | ---- |
| Джиро   | 81   | —    | —    | —    | —    | —    | —    | —    | —    | —    | —    | —    |      |
| Тур     | —    | —    | —    | —    | 77   | 88   | сход | 118  | 81   | 115  | 108  | 92   |      |
| Вуэльта | —    | 62   | 99   | 100  | 78   | 126  | 132  | 102  | 63   | 100  | 84   | —    |      |